# Zeria schoutedeni
Zeria schoutedeni är en spindeldjursart som först beskrevs av Roewer 1954.  Zeria schoutedeni ingår i släktet Zeria och familjen Solpugidae. Inga underarter finns listade i Catalogue of Life.